# كأس ملك إسبانيا 1999–2000
كأس ملك إسبانيا 1999–2000 (بالإسبانية: Copa del Rey de fútbol 1999-2000)‏ هو الموسم 96 من كأس ملك إسبانيا. أشرف على تنظيمه الاتحاد الملكي الإسباني لكرة القدم، وكان عدد الأندية المشاركة فيه 71، وفاز فيه إسبانيول.